# Belfast Celtic F.C.
Belfast Celtic F.C. var en nordirländsk fotbollsklubb. Klubben grundades 1891 i Belfast, och var en av de mest framgångsrika klubbarna i Nordirland fram till att klubben drog sig ur den Nordirländska fotbollsligan 1949. Laget lämnade den Nordirländska ligan på grund av politiska skäl efter en match mot Linfield FC, en protestantisk klubb, där motståndarnas supportrar stormade planen och attackerade Belfast Celtic F.C spelare. Motivet för attacken var politisk då Belfast Celtic F.C supporterskara främst bestod av katoliker och Irländska nationalister. 
Belfast Celtic F.C. var en av de fyra klubbar som drog mest publik i den Nordirländska ligan, Linfield FC, Lisburn Distillery F.C. och Glentoran FC var de andra tre klubbarna. Laget spelade sina hemmamatcher på Celtic Park.  

Trotts att laget drog sig ur alla tävlingar 1949 spelade laget några vänskapsmatcher under de efterföljande åren, bland annat en macth mot Celtic 17 maj 1952. Belfast Celtic F.C. spelade sin sista match 1960 i Coleraine. 

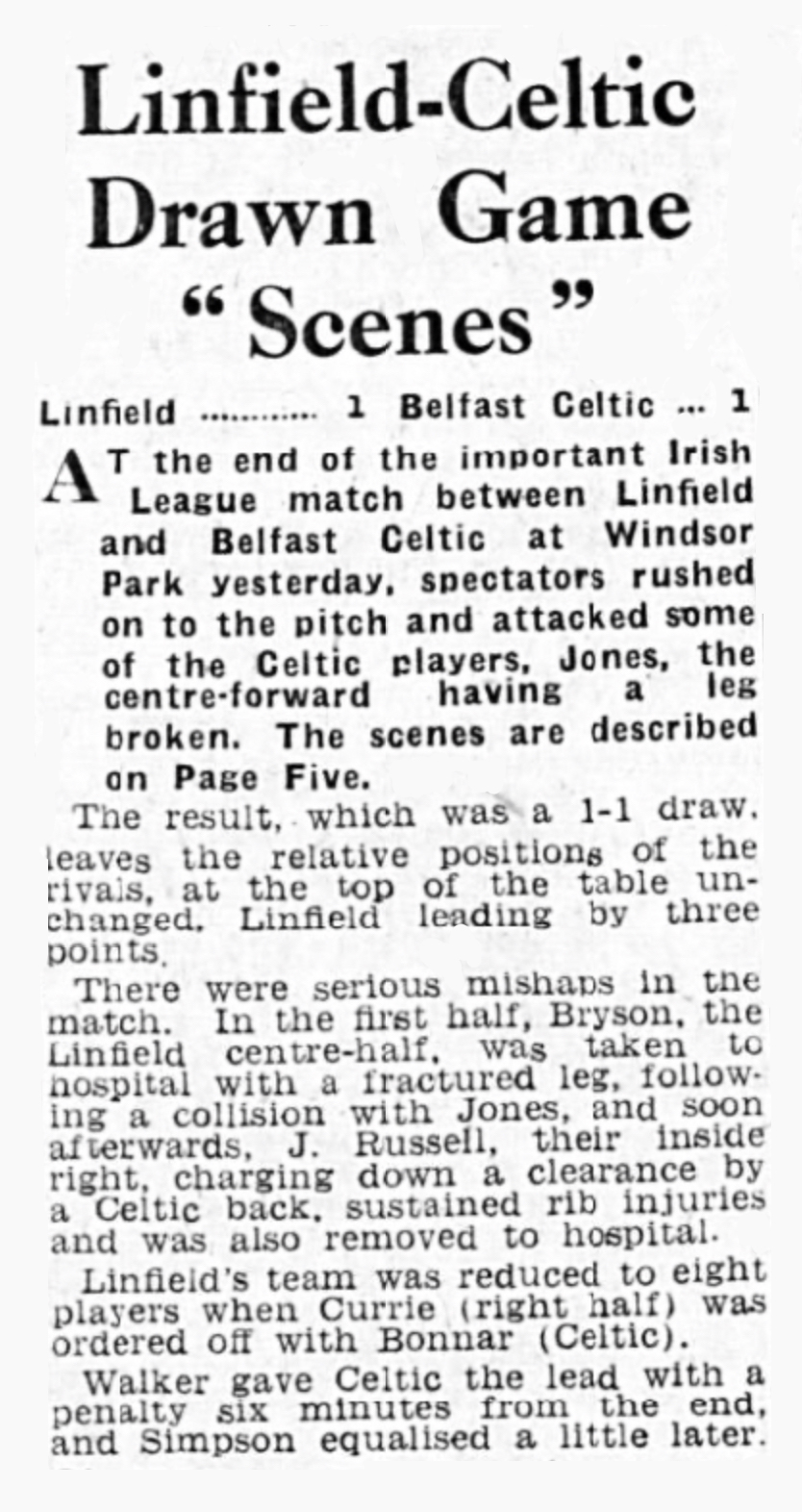
Publicerad: Tisdag 28 december 1948, Irish Independent.

## Klubbmeriter

### A-lag
- Irish leauge: 14
  - 1899–1900, 1914–15, 1919–20, 1925–26, 1926–27, 1927–28, 1928–29, 1932–33, 1935–36, 1936–37, 1937–38, 1938–39, 1939–40, 1947–48
- Irish cup: 8
  - 1917–18, 1925–26, 1936–37, 1937–38, 1940–41, 1942–43, 1943–44, 1946–47
- City Cup: 10
  - 1905–06, 1906–07, 1925–26, 1927–28, 1929–30, 1930–31, 1932–33, 1939–40, 1947–48, 1948–49
- Gold Cup: 6
  - 1911–12, 1925–26, 1934–35, 1938–39, 1939–40, 1947–48
- County Antrim Shield: 8
  - 1894–95, 1909–10, 1926–27, 1935–36, 1936–37, 1938–39, 1942–43, 1944–45
- Belfast Charity Cup: 10
  - 1903–04, 1909–10, 1911–12, 1919–20, 1925–26 (delad), 1931–32, 1935–36 (delad), 1936–37, 1938–39, 1939–40
- Dublin and Belfast Inter-City Cup: 1
  - 1947–48 (delad)
- Belfast and District League: 1
  - 1918–19
- Belfast City Cup: 1
  - 1918–19 (delad)
- Northern Regional League: 4
  - 1940–41, 1941–42, 1943–44, 1946–47
- Substitute Gold Cup: 4
  - 1940–41, 1943–44, 1945–46, 1946–47

### B-lag
Titlar vunna av Belfast Celtic II
- Irish Intermediate League: 7
  - 1916–17, 1917–18, 1931–32, 1933–34, 1934–35, 1935–36, 1936–37
- Irish Intermediate Cup: 5
  - 1913–14, 1934–35, 1935–36, 1936–37, 1939–40
- Steel & Sons Cup: 5
  - 1912–13, 1916–17, 1917–18, 1934–35, 1935–36
- McElroy Cup: 7
  - 1916–17, 1932–33, 1934–35, 1935–36, 1936–37, 1942–43, 1943–44

### Juniorlag
- Irish Junior League: 3
  - 1893–94, 1894–95, 1895–96